# Villa Baragiola (Orsenigo)
Villa Baragiola è una residenza nobiliare situata a Orsenigo, in provincia di Como. 

## Storia
Villa Baragiola (già Castelli, in seguito Carcano e poi Pizzala) sorge sul sito dell'antico castello di Orsenigo.
L'esistenza della villa nobiliare è attestata per la prima volta nel Catasto Teresiano (1718-1760). Al principio del XIX secolo, l'architetto Giacomo Moraglia progettò l'attuale configurazione neoclassica. Successivamente, l'architetto Federico Frigerio venne incaricato dall'Onorevole Pietro Baragiola di aggiungere alla villa un nuovo corpo di fabbrica in stile eclettico, tra medioevo e rinascimento lombardo.